# Daszoguz
Daszoguz (turkm. Daşoguz, dawniej Taszauz) – miasto w północnym Turkmenistanie, przy granicy z Uzbekistanem, siedziba wilajetu daszoguskiego. Położone jest na Nizinie Turańskiej, na obszarze tzw. Oazy Chorezmijskiej na wysokości 88 m n.p.m. Znajduje się w odległości około 460 km na północ od stolicy kraju – Aszchabadu. W 2022 roku liczyło ok. 201,1 tys. mieszkańców. Daszoguz jest trzecim pod względem liczby ludności miastem kraju. Położone przy kanale Şabat.
Taszauz powstało na początku XIX wieku jako twierdza i bazar na zachodzie Chorezmu, a w 1924 roku stało się miastem. Stara część miasta jest położona na północ od kanału Şabat, podczas gdy nowa część miasta znajduje się na południu. Miasto rozwinęło się po budowie linii kolejowej do Türkmenabatu. W mieście rozwinięty jest przemysł spożywczy, materiałów budowlanych oraz wyrabiane są dywany. W pobliżu miasta uprawianie są: bawełna, sorgo, jęczmień, ryż, proso i melony. W mieście znajduje się port lotniczy.
W pobliżu miasta znajduje się miasto Köneürgenç, wpisane na listę światowego dziedzictwa UNESCO.